# Euploea badoura
Euploea badoura är en fjärilsart som beskrevs av Kirby 1871. Euploea badoura ingår i släktet Euploea och familjen praktfjärilar. Inga underarter finns listade i Catalogue of Life.